# Collegio dei Giureconsulti
Il collegio dei giureconsulti era un organo di governo dello Stato di Milano che fu operativo dal XV secolo sino allo scioglimento al termine della dominazione austriaca nel 1795. Esso aveva sede presso il Palazzo dei Giureconsulti di Milano.

## Storia
Il collegio dei dottori giureconsulti era un organismo governativo composto da esperti di legge che, a partire dal XV secolo, ebbe il compito di custodire ed interpretare le leggi varate dal governo, divenendo progressivamente uno dei primi passi per la carriera politica nell'amministrazione del ducato. 
Nel 1590 le sue funzioni vennero regolate da Filippo II di Spagna che vi ammise  unicamente cittadini di origine nobile ed in possesso di una laurea in legge, i quali comunque erano tenuti a superare un esame di ammissione. Annualmente all'interno dell'istituzione veniva eletto un priore che convocava le adunate di discussione e un tesoriere che aveva cura della gestione finanziaria dell'ente. Curiosa era la figura del "bidello", un incaricato che aveva il compito di registrare tutte le sentenze pronunciate dal collegio. Gli avvocati che erano membri del collegio dei giureconsulti di Milano erano inoltre tenuti a difendere gratuitamente i poveri che addivenivano a giudizio.
La sigla che indicava un Giureconsulto Collegiato era J.C.C., ricorda inoltre Tullio Dandolo:
«É da sapere ch'esisteva a Milano un corpo privilegiato di giureconsulti, che per trovarsi raccolti a costituire un così detto Collegio, si dicevano Collegiati, dovean appartenere a famiglia nobile, e aver dato segni di non comune dottrina: godevano di varii privilegii d'alto momento, tra gli altri di fornire un Uditore alla Rota Romana, il qual posto essendo cardinalizio, fu questa la porta che aperse ad un Milanese gli onori della porpora, e ciò sin agli ultimi tempi: l'ultimo Cardinal Milanese da giureconsulto  collegiato passato alla Rota, e di là al Sacro Collegio si fu Dugnani.»
Sin dalle sue origini, il collegio dei giureconsulti fu anche un luogo di istruzione con un totale di tre cattedre: una di teologia morale (fondata nel 1473), una di diritto canonico (fondata nel 1656) e una di diritto istituzionale (fondata nel 1656). 
Il collegio dei Giureconsulti venne soppresso nel 1795.